# アン＝ソフィー・マシス
アンヌ＝ソフィー・マシス（Anne-Sophie Mathis、1977年6月13日 - ）は、フランスの女子プロボクサーである。 第2代WBA女子世界スーパーライト級王者。第2代WBC女子世界スーパーライト級王者。ナンシー出身。

## 来歴
1995年10月21日、ハンガリーエゲルでエリカ・セゲディと対戦し、初回TKO勝ちを収めデビュー戦を白星で飾った。
2005年10月29日、フランスムルト＝エ＝モゼル県ドンバル＝シュル＝マールトでEBU女子スーパーライト級王者ナタリー・トロと対戦し、9回TKO勝ちを収め王座獲得に成功した。
2006年12月2日、パレ・オムニスポール・ド・パリ・ベルシーでWBA女子世界スーパーライト級王者ミリアム・ラマールと空位のEBU女子スーパーライト級王座決定戦を行い9回TKO勝ちを収めWBA王座獲得、EBU王座返り咲きに成功した。
2007年6月29日、マルセイユのパレ・デ・スポール・ドゥ・マルセイユでミリアム・ラマールと対戦し、2-0の判定勝ちを収め初防衛に成功した。
2008年3月8日、モゼル県メスでWBC女子世界スーパーライト級王座並びにWIBF世界スーパーライト級王座を決定戦をアナ・パスカルと対戦し、3回TKO勝ちを収めWBA王座2度目の防衛、WBC王座とWIBF王座の獲得に成功した。
2008年11月22日、 レ・マジュールでベリンダ・ララキュエントと対戦し、10回3-0の判定勝ちを収め3度目の防衛に成功した。
2010年11月26日、ノワジー＝ル＝グランでミハエラ・ドラガン・ドラガンと対戦し、初回TKO勝ちを収めた。
2011年4月29日、ポントー＝コンボーでドゥダ・ヤンコビッチとWBO女子ヨーロピアンウェルター級王座決定戦を行い、3回TKO勝ちを収め王座獲得に成功した。
2011年6月23日、レ・ペンヌ＝ミラボーでオリビア・ブドゥマとWIBA並びにWBF女子世界ウェルター級王座決定戦を行い、5回35秒TKO勝ちを収めWIBA王座とWBF王座の獲得に成功した。
2011年10月1日、WIBF世界世界ウェルター級王座決定戦をシンディ・セラノと対戦し、10回3-0の判定勝ちを収めWIBA王座とWBF王座初防衛、WIBF王座の2階級制覇に成功した。
2011年12月2日、ニューメキシコ州アルバカーキのルート66・カジノでホリー・ホルムとIBA女子世界ウェルター級王座決定戦を行い、7回1分38秒TKO勝ちを収め王座獲得に成功した。
2012年6月15日、ニューメキシコ州アルバカーキのルート66・カジノでホリー・ホルムと再戦し、10回0-3の判定負けを喫しIBA王座初防衛、WIBF王座2度目の防衛に失敗し王座から陥落した。
2012年9月22日、デンマークフレゼリクスハウンでWBA・WBC・WBO女子世界ウェルター級王者セシリア・ブレークフスに挑戦したが、10回0-3の判定負けを喫しWBA・WBC・WBO王座獲得に失敗した。
2013年6月1日、ドンバル＝シュル＝マールトでヤハイラ・エルナンデスとWBF女子世界スーパーウェルター級王座決定戦を行い、5回1分59秒TKO勝ちを収めWBF王座2階級制覇を果たした。
2014年7月26日、ザクセン＝アンハルト州デッサウのアンハルト・アレーナでWBO女子世界スーパーウェルター級王座決定戦をクリスティーナ・ハマーと行い、5回25秒無効試合となりWBO王座の獲得に失敗した。
2015年2月27日、ヴァル＝ドワーズ県サルセルでオクサンディア・カスティーヨと対戦し、10回1-1（95-95、94-96、96-94）の三者三様の判定で引き分けたが初防衛に成功した。

## 獲得タイトル
- EBU女子スーパーライト級王座
- 第2代WBA女子世界スーパーライト級王座（防衛3）
- WIBF世界スーパーライト級王座
- 第2代WBC女子世界スーパーライト級王座（防衛0）
- WBO女子ヨーロピアンウェルター級王座
- WIBA世界ウェルター級王座
- WBF女子世界ウェルター級王座
- WIBF世界ウェルター級王座
- IBA女子世界ウェルター級王座
- WBF女子世界スーパーウェルター級王座